# Akt wykonawczy
Akt wykonawczy – powszechnie obowiązujący akt normatywny wydawany przez kompetentny organ państwa na podstawie udzielonego mu w innym akcie normatywnym upoważnienia. 
W większości demokratycznych państw prawo wydawania aktów wykonawczych zarezerwowane jest dla władzy wykonawczej. Należy jednak zastrzec, iż władzy tej brak jest bezpośrednich kompetencji do wydawania takiego dokumentu - prawo takie otrzymuje dopiero w chwili, gdy organ władzy ustawodawczej upoważni ją do uregulowania danych kwestii.